# A filozófus
A filozófus (eredeti írásmóddal: A philosophus) Bessenyei György prózában írt ötfelvonásos vígjátéka. Pesten, 1777-ben jelent meg. Az író egyetlen vígjátéka, mely nyomtatásban megjelent és 1792-ben színre is került a Budai  Nyári Játék-Színen.

## Előzmények
A szerző több vígjátékáról is tudunk. Közülük kettő, A kedvetlen okos és a Dudásból lett doktor elveszett. A Lais vagy az erkölcsi makacs  kéziratban maradt; verses formában és feltehetően A filozófus előtt íródott. 
Bessenyei Györgynek a magasabb színvonalú vígjáték megteremtésében külföldi színműírók voltak a mesterei. A filozófus megírásához a francia Philippe Néricault (1680–1754), művésznevén Destouches, L’homme Singulier című ötfelvonásos komédiáját vette mintául. A darab cselekményét és részben a személyeket is onnan kölcsönözte, még Pontyi alakjának is megvan a francia mintája. Több divatos vígjátékot is tanulmányozott, talán azokból is átvehetett egy-egy alakot vagy hangulatot. Az átdolgozásnak azonban becsületére válik, hogy A filozófus teljesen az eredeti erejével hat, különösen Pontyi, a tősgyökeres falusi nemes képviselője.

## Cselekménye
A vígjáték öt felvonásában kevés az esemény. A két szerelmes nem küzd semmilyen akadállyal, a bonyodalom szinte teljesen hiányzik. A cselekmény soványságát a jellemrajz és a tanulságos párbeszédek pótolják.
Párménió, a filozófus, szerelmes Szidaliszba, a filozófusnőbe. Párménió filozófiai meggyőződésből megveti a szerelem gyöngeségét, de azért is, mert nincs ínyére a leányok divat-majmolása, kacérsága. Szidalisznak is megvannak a maga aggodalmai, ő a méltó férfiakat  hiányolja, a hízelgő udvarlókat pedig ki nem állhatja. Az őszinte érzelmek iránti vágy különbözteti meg őket a társaság csak külsőségeket kedvelő tagjaitól. Elméletben ugyan mindketten vonakodnak a házasság gondolatától, ám nem tudnak ellenállni szerelmüknek és végül Párménió húga, Angyélika ügyeskedése révén egymásra találnak.

## Jellemek
Ez a vígjáték bizonyult Bessenyei legmaradandóbb drámai alkotásának. Bár sok benne az ismétlés, az olcsó tréfálkozás, de erénye a párbeszédek fordulatossága. Az író a szereplőket beszédmódjukkal egyéníti, a földhözragadt, parlagias gondolkodást és a tudálékosságot, álműveltséget egyaránt kinevetteti.
A darab címadó főhőse, Párménió a szalonoktól elforduló, filozofálgató ifjú nemes. A darabban az ő személye áll legközelebb Bessenyei művelődési programjában megfogalmazott nézeteihez. Kopernikuszt, Descartes-ot olvas, az élet nagy kérdéseiről, a történelemről elmélkedik, ellenszenvvel figyeli az üres beszédet. „Az embereket mind egyenlőknek veszi, király, koldus egy előtte, mint ember. Magát nem különbözteti feljebb a legalábbvaló szolgánál...” – mondja róla húga, Angyélika. Szidalisz gazdag, elkényeztetett és szeszélyes kisasszony, aki azt várná, hogy ne a vagyonáért, hanem „belső tulajdonságaiért” szeressék. 
Szidalisz ellentéte Párménió húga, a könnyedebb, víg kedélyű Angyélika. A „kényeskedés” ellen kifakad és egész környezetét felvillanyozza vidám ötleteivel, játékossága a vígjáték egyhangúbb részleteit is felélénkíti. A darab népi alakjainak rajza is sikerült. Párménió félművelt szolgája, Lidás szinte filozófusnak képzeli magát, utánozza urát és az urak frázisaival sóhajtozik Lucinda után („Ah, egek, ah, kegyetlen szerelem…”); de a józan gondolkodású Lucinda, Szidalisz szolgálólánya észretéríti, sőt még úrnőjével is feleselni mer.
A vígjáték legjobban sikerült személyében, Pontyiban, a falusi nemes parlagi alakja elevenedik meg. Hiszékeny, becsületes, jószívű; buzgón gazdálkodik, szenvedélyesen pereskedik. Nagy a vagyona, de csekély a műveltsége; neki aztán beszélhetnek Rousseauról és a modern gyermeknevelésről. Nem tud sem németül, sem franciául; magyar beszéde parasztos. Előkelő modorú rokonai gyakran ugratják, máskor egyszerűségével éppen ő teszi a kényeskedőket nevetségessé. Érdeklődik a világ dolgai iránt, de újságot nem olvas, hanem a kocsisától tudja meg a politikai eseményeket, például hogy a török császár nagy haddal indult Perzsiának.
– Öm, öm, s merre mennek oztán azok a törökök? – évődik vele fölényesen Angyélika kisasszony.
– Arra mennek la, az izé vize felé, minek is hívják, a Nílus vize felé, arra egyenesen be, oztán Perzsiának.
– De hogy változott úgy meg a világ, hiszen a Nílus eddig Egyiptomban folyt? – kérdi Titius.
– Öm, s azt sem tudja kend, arra, arra, a Nílus mellett le mindenütt, egész Perzsiába bé.
Ezt a sikerült magyar típust később Kisfaludy Károly Csalódások című vígjátékában a hasonló szabású Mokány alakjával még népszerűbbé tette.

## Előadása
A vígjátékot az 1790-es években többször is eljátszották a budai és pesti magyar színészek. Első előadásának színlapját a sárospataki református főiskola könyvtára őrizte meg: „A felsőségnek engedelmével. Ma hétfőn Sz. János havának (júniusnak) 4-ik napján 1792. A nemzeti játékszíni társaság által Budán a híd mellett levő nyári játékszínben fog előadódni A Filozófus, egy eredeti darab, vígjáték öt felvonásokban. Szerzette Bessenyei György. A játszó személyek... Kezdete lészen 7 órakor.” A darab ősbemutatója sikert aratott, Pontyi szerepét Kelemen László játszotta.
1911. október 21-én a kolozsvári Nemzeti Színház magyar drámatörténeti sorozatának második előadásaként adták elő; a bevezető előadást Dézsi Lajos tartotta. Rövidített változatát 1971-ben Nagy András László az Ódry Színpadon vizsgaelőadásaként mutatta be.